# Ivan Ostojić
Ivan Ostojić (srbskou cyrilicí Иван Остојић; * 26. červen 1989, Pančevo, SFR Jugoslávie) je srbský fotbalový obránce, od července 2021 hráč ruského prvoligového klubu FK Baltika Kaliningrad. Mimo Srbsko působil na klubové úrovni na Slovensku a na Kypru, od léta 2017 je v ČR. Jeho fotbalovým vzorem je Nemanja Vidić, oblíbeným klubem FK Crvena zvezda. Umí dobře slovensky.

## Klubová kariéra
S fotbalem začal v klubu FK Dinamo Pančevo, kde prošel všemi mládežnickými kategoriemi. V roce 2007 přestoupil do jiného srbského klubu Radnik Stari Tamis. Následně se upsal týmu FK Dolina Padina. V roce 2011 odešel do zahraničí a uzavřel kontrakt se slovenským týmem MFK Košice (dnes FC VSS Košice), kde nejprve hrál za rezervu a poté nastupoval za první mužstvo. V sezóně 2013/14 vyhrál s Košicemi slovenský fotbalový pohár, ve finále 1. května 2014 jeho mužstvo porazilo ŠK Slovan Bratislava 2:1. Díky tomu hrál ve 2. předkole Evropské ligy UEFA 2014/15 proti FC Slovan Liberec. Po sezóně 2014/15, kdy mužstvo administrativně sestoupilo do druhé slovenské ligy, v Košicích skončil. 

V létě 2015 byl volným hráčem, ale nepodařilo se mu sehnat angažmá. V září 2015 se dohodl na návratu do mužstva Košic, které mezitím změnilo název z MFK na FC VSS Košice.
V zimním přestupovém období ročníku 2015/16 zamířil po úspěšných testech do jiného klubu ze Slovenska, konkrétně do TJ Spartak Myjava, kde se stal prvním cizincem v historii klubu. Po odhlášení A-týmu Myjavy z nejvyšší slovenské ligy se stal k 1. lednu 2017 volným hráčem. Poté odešel do kyperského prvoligového klubu APK Karmiotissa.
V červenci 2017 odešel jako volný hráč (zadarmo) do českého prvoligového klubu FK Dukla Praha, kde podepsal dvouletou smlouvu.